# Иодат серебра
Иодат серебра — неорганическое соединение, 
соль металла серебра и иодноватой кислоты с формулой AgIO3,
бесцветные кристаллы,
не растворяется в воде.

## Получение
- Действие иода на суспензию оксида серебра(I):

{\displaystyle {\mathsf {Ag_{2}O+6I_{2}+5H_{2}O\ {\xrightarrow {}}\ 2AgIO_{3}+10HI}}}
- Обработка раствора нитрата серебра(I) иодатом калия:

{\displaystyle {\mathsf {AgNO_{3}+KIO_{3}\ {\xrightarrow {}}\ AgIO_{3}\downarrow +KNO_{3}}}}

## Физические свойства
Иодат серебра образует бесцветные кристаллы
ромбической сингонии,
пространственная группа P bca,
параметры ячейки a = 0,724 нм, b = 1,513 нм, c = 0,577 нм, Z = 8.
Не растворяется в воде.

## Химические свойства
- Разлагается при нагревании:

{\displaystyle {\mathsf {2AgIO_{3}\ {\xrightarrow {>200^{o}C}}\ 2AgI+3O_{2}\uparrow }}}